# Radhi Shenaishil
Radhi Shenaishil Swadi (in arabo راضي شنيشل‎?; Baghdad, 11 agosto 1966) è un allenatore di calcio ed ex calciatore iracheno, di ruolo difensore, tecnico dell'Iraq U-23.

## Carriera
Ha iniziato la sua carriera da calciatore nell'Al-Tayaran. Successivamente ha militato in squadre irachene, emiratine e qatariote, collezionando anche 80 presenze nella nazionale di calcio irachena e partecipando alle Olimpiadi di Seul 1988.
Nel 2006 ha debuttato come allenatore, al timone dell'Al-Quwa Al-Jawiya, in cui aveva militato per cinque anni da giocatore. Nel 2011 vince il titolo iracheno con l'Al-Zawraa e tre anni dopo allena la nazionale irachena nella Coppa d'Asia 2015, portandola sino alle semifinali.

## Palmarès

### Giocatore

#### Competizioni nazionali
- Campionato saudita: 1

Al-Ittihad: 1997
- Coppa della Corona del Principe saudita: 1

Al-Ittihad: 1997
- Coppa Principe Faysal Bin Fahd: 1

Al-Ittihad: 1997
- Qatar Stars League: 2

Al-Sadd: 1999-2000
Qatar SC: 2002-2003
- Emir of Qatar Cup: 1

Al-Sadd: 1999-2000
Qatar SC: 2001
- Qatar Crown Prince Cup: 1

Qatar SC: 2002

### Allenatore

#### Competizioni nazionali
- Campionato iracheno: 2

Al Quwa Al Jawiya: 1996-1997
Al-Zawraa: 2010-2011

#### Competizioni internazionali
- Coppa dell'AFC: 1

Al Quwa Al Jawiya: 2018